# Lepanthes cyrillicola
Lepanthes cyrillicola là một loài thực vật có hoa trong họ Lan. Loài này được Luer & Llamacho mô tả khoa học đầu tiên năm 2001.